# Borkmanns punkt
Borkmanns punkt är en svensk kriminalroman skriven av Håkan Nesser, publicerad 1994. Romanen vann Svenska Deckarakademins pris som bästa svenska kriminalroman 1994. Boken har getts ut i sex utgåvor på svenska och den har översatts till danska, engelska, estniska, finska, japanska, nederländska, norska och tyska. Romanen har också filmatiserats.

## Handling
I den lilla staden Kaalbringen härjar en massmördare under sensommaren och tre män hittas mer eller mindre halshuggna. Det tycks inte finnas något yttre samband mellan offren, och skräcken sprider sig inför vad som verkar vara en serie planlösa mord utförda av en galning. Van Veeteren och Münster skickas för att assistera kollegorna på orten och tillsammans med den pensionsmässige kommissarie Bausen och den unga ambitiösa inspektören Moerk försöker man finna ett mönster. Precis när utvecklingen verkar gå in i ett avgörande skede försvinner en av utredarna. Romanens titel kommer från ett resonemang från en av Van Veeterens gamla chefer, Borkmann, som menade att varje utredning förr eller senare når den punkt då man inte behöver mer information för att finna gärningsmannen. Det svåra ligger i att upptäcka denna punkt.